# スペイン語アルファベット
スペイン語のアルファベット (Alfabeto español) は、ラテン文字アルファベット26文字のNとOの間にÑを加えた以下の27文字からなる。
A(a) - B(b) - C(c)/θe/ - D(d) - E(e) - F(f)/efe/ - G(g)/χe/ - H(h)/aʧe/ - I(i) - J(j)/χota/ - K(k)/ka/ - L(l) - M(m) - N(n) - Ñ(ñ)/eɲe/ - O(o) - P(p) - Q(q)/ku/ - R(r)/eɾe/ - S(s) - T(t) - U(u) - V(v)/uβe/ - W(w)/uβeðoble/ - X(x)/ekis/ - Y(y)/i-ɣɾjeɣa/ - Z(z)/θeta/
- 1994年のアカデミア会議まではCh(ch)/tʃ/、Ll(ll)/ʎ/、rr/r/はそれぞれ1つの字母として扱われていた。往時の辞書順では Ch は C の次、Ll は L の次に位置していた。また、歯茎ふるえ音[r]は語頭ではr一文字で表すという正書法上の規則があるため、rrで始まる語は改定以前にもなかった。現在はEU加盟国間の共通化をはかるために変更されている。
- Hは発音されない。
- bとvはともに/b/（または/β/）で、区別されない。
- /b/, /d/, /g/は語中では摩擦音になる。
- C, Zの音価はそれぞれ/θ/（南米では/s/）, /χ/。
- K, W は外来語にのみ使われる[1]。W は/w/ もしくは/b/で発音される。

スペイン語の表記法の大きな特徴は、?と!で終わる文の最初に¿(逆疑問符)と¡(逆感嘆符)が使われることである。
脚注
1. ↑  “Испано-русский словарь”. spainslov.ru. 2025年2月5日閲覧。